# Godło Sudanu Południowego
Godło państwowe Sudanu Południowego zostało ustanowione 9 lipca 2011 w dniu proklamacji niepodległości przez to państwo.
Wystrój godła został zaakceptowany przez rząd autonomicznego Sudanu Południowego w kwietniu 2011.
Godło tworzy bielik afrykański z tarczą ze skrzyżowaną strzałą i motyką. Ptak zwraca głowę w swoją prawą stronę z rozwiniętymi skrzydłami i w szponach trzyma szarfę z nazwą państwa w języku angielskim Republic of South Sudan (Republika Sudanu Południowego).
Bielik ma symbolizować siłę, męstwo i gotowość do obrony i stawienia czoła trudnościom, tarcza zaś ma oznaczać ochronę nowego państwa.